# White Cay
White Cay (lub: Sandy Cay) – wyspa w archipelagu Bahamów, na zachód od wyspy Great Exuma, w dystrykcie Exuma na Bahamach. Wyspa ma powierzchnię 25 ha. Jest zamieszkiwana endemicznie przez Cyclura rileyi cristata – jeden z trzech podgatunków Cyclura rileyi,  krytycznie zagrożonego wymarciem gada z rodziny legwanowatych. Północno-zachodnią część wyspy porastają palmy Leucothrinax morrisii. Pozostałe części wyspy porastają marzanowate Strumpfia maritima, drzewa kokkoloba gronowa oraz introdukowana sosna Casuarina litorea.